# 皇皇上帝
《皇皇上帝》是一首先秦逸詩，見於《說苑·權謀》與《孔子家語·六本》孔子所引。《說苑》原文作：“皇皇上帝，其命不忒。天之與人，必報有德。”《孔子家語》原文作：“皇皇上天，其命不忒。天之以善，必報其德。”內容為表現上帝眷顧有德之人，風格與《詩經》相仿。